# Fernando Carrillo
Fernando Enrique Carrillo Roselli (ur. 6 stycznia 1970 w Caracas) – wenezuelski aktor telewizyjny i teatralny, model i piosenkarz pop, znany z wiodącej roli w różnych telenowelach, w tym Abigail (1988), María Isabel (1997) czy Rosalinda (1999).

## Życiorys
Urodził się w Caracas. Ma włoskie pochodzenie. Po studiach w Londynie, powrócił do rodzinnej Wenezueli, aby studiować na Centralnym Uniwersytecie Wenezueli.
Wydał trzy albumy: Desde aquí (1990), NueveDosDe Algún día (1998) i Fernando in Manila (2000). W telenoweli Rosalinda (1999) wystąpił u boku Thalíi. W 2004 po raz pierwszy pojawił się w filmie fabularnym. Grał też w spektaklach teatralnych: Latinologues (2003), Hasta que La Boda Nos Separe (2009) i Cena De Matrimonios (2010).

## Życie prywatne
W 1988 związał się z Catherine Fulop, z którą był żonaty od 1990 do 1994. Z nieformalnego związku z Margiolis Ramos ma syna Ángela Gabriela (ur. 2008).

## Dyskografia

### Albumy
- 1990: Desde aquí
- 1998: Algún día
- 2000: Fernando in Manila

### Soundtrack
- 1999: Rosalinda; „Piano” (Rosalinda) kompozycja i wyk. Fernando Carrillo

Reality Show
- 2000: Siempre te amaré; „Perdóname” (Closing Song) kompozycja i wyk. Fernando Carrillo
- 2005: El Caracazo Algún Día kompozycja i wyk. Fernando Carrillo
- 2012: Pareja perfecta Reality Show Canal 13 Chile

## Filmografia

### Seriale TV
- 1986: Różowa dama (La Dama de rosa) jako Jose Luis Ustariz
- 1986: Mansión de Luxe
- 1987: La Muchacha Del Circo jako Ector/Alejandro
- 1988: Abigail jako Carlos Alfredo
- 1988: Primavera jako Giorgio/Renato
- 1989: Amor Marcado jako
- 1990: Pasionaria jako Jesus Alberto Tovar Urdaneta
- 1990: El Amor en Los Tiempos de Gómez
- 1991: La Mujer Prohibida jako Carlos Luis Gallardo
- 1994: Cara bonita jako Iván
- 1997: María Isabel (María Isabel, si tu supieras) jako Ricardo Mendiola
- 1999: Rosalinda jako Fernando Jose Altamirano del Castillo
- 2000: Siempre te amaré jako Mauricio Castellanos
- 2001–2002: Ponderosa jako Carlos Rivera De Vega
- 2010: Soy tu fan (México) jako Willly
- 2012: Pareja perfecta Reality Show Chileno jako Él Mismo (Eliminado)
- 2013: Vidas Paralelas jako Angel Martinez

### Filmy fabularne
- 2004: Cero y van cuatro jako Jose
- 2004: 2+2=5=1 jako Fernando
- 2005: Las Llaves de la Independencia jako Lázaro
- 2005: Niepokonany (Pit Fighter) jako Veneno
- 2005: El Caracazo
- 2006: Sexo, amor y otras perversiones jako Novio/Rodrigo
- 2007: Spin jako Theo
- 2008: Love Equation jako Fernando
- 2009: Secretos de familia
- 2010: Boyle Heights jako dr Carrillo
- 2011: Gone Hollywood (Breakfast in America) jako Al
- 2014: Lotoman 003 jako Marcelo